# Prom Queen
Prom Queen (The Marc Hall Story) es una película canadiense de 2004, que cuenta la historia real ocurrida a Marc Hall en 2002, que llegó a los tribunales por la negativa de su instituto católico de permitirle asistir al baile de fin de curso con su novio.